# Мерседес Ламбре
Мерседес Родригез Ламбре (на испански: Mercedes Rodriguez Lambre) е аржентинска актриса, певица, танцьорка и модел. Известна е с ролята си на Людмила в латиноамериканския сериал Violetta.

## Живот и кариера
Мерседес е на родена на 5 октомври 1992 г. в Ла Плата, Аржентина, където започва да се занимава с актьорско майсторство, пеене и танцуване. Учи театър при Лито Круз, Гастон Мариони, Августо Бритез и Алехандро Одруна, и при Моника Бруни. Изучава пеене четири години при професор Габриел Гиангранте в академията в Ла Плата.
Специализира се в джаз танци, улични танци и испански танци. Учи джаз танци при Хуан Малах и Густаво Гаризо за три години; улични танци при Даниела Перез в CICLUS за две години и испански танци при Аналия Санчес за три години.
Започва кариерата си като модел в TV signal Utilísima.
В латиноамериканския сериал Violetta играе ролята на Людмила, известно и готино момиче в Студио 21, което я прави идеалната приятелка за Леон (Jorge Blanco). Но тя е дива, голяма лъжкиня, манипулаторка и е арогантна. Въпреки че е напълно различен от нея, е привлечена от Томас (Pablo Espinosa). Но той не ѝ обръща внимание, защото е влюбен във Виолета. Людмила винаги получава това, което иска. Тя смята Виолета за основния си враг в Студио 21. Като всеки злодей, тя има и помощник – Нати (Alba Rico Navarro), която е влюбена в Макси (Facundo Gambande).
Участва във второто музикално видео на Violetta – Juntos somos mas, чиято премиера е на 1 май 2012 г. по Дисни Ченъл.
През 2013 г., заедно с всички актьори от Violetta, започва турне, наречено Violetta: en vivo.
Мечи е част от интернационалното турне Violetta Live.
През 2017 тя ще участва в нов сериала „Heidi Bienvenida a Casa“ който ще се излъчи по Nickelodeon ЛатиноАмерика, стартът на сериала е на 13 март, в сериала тя ще играе Ема

## Филмография

### Телевизия
| Година      | Заглавие | Роля         |
| ----------- | -------- | ------------ |
| 2012 – 2014 | Виолета  | Людмила Феро |

### Филми
| Година | Заглавие                          | Роля         |
| ------ | --------------------------------- | ------------ |
| 2014   | Виолета: Концертът                | Людмила Феро |
| 2015   | Виолета: Път към върха            | Себе си      |
| 2016   | Tini – el gran cambio de Violetta | Людмила      |

## Песни

### Промо сингли
| Година | Заглавие         | Албум    |
| ------ | ---------------- | -------- |
| 2011   | Juntos somos mas | Violetta |

### Други
| Година | Заглавие       | Други артисти    | Албум                |
| ------ | -------------- | ---------------- | -------------------- |
| 2012   | Ven y canta    | Cast of Violetta | Violetta             |
| 2012   | Ser mejor      | Cast of Violetta | Cantar es lo que soy |
| 2013   | Si es por amor | Martina Stoessel | Hoy somos mas        |

### Видео
| Година | Музикално видео  | Режисьор                  |
| ------ | ---------------- | ------------------------- |
| 2012   | Juntos somos mas | Jorge Nisco, Martin Saban |
| 2012   | Ven y canta      | Jorge Nisco, Martin Saban |
| 2013   | Si es por amor   | Jorge Nisco, Martin Saban |

## Турнета
- Violetta: en Vivo (2013 – 2014)
- Violetta Live (2015)

## Награди и номинации

### Kids' Choice Awards Argentina
| Година | Категория                       | Номиниран проект | Резултат |
| ------ | ------------------------------- | ---------------- | -------- |
| 2012   | Favorite Villain (Любим злодей) | Violetta         | Печели   |
| 2013   | Favorite Villain (Любим злодей) | Violetta         | Печели   |

### Kids' Choice Awards Mexico
| Година | Категория                       | Номиниран проект | Резултат   |
| ------ | ------------------------------- | ---------------- | ---------- |
| 2013   | Favorite Villain (Любим злодей) | Violetta         | Номинирана |

### Kids' Choice Awards Colombia
| Година | Категория                       | Номиниран проект | Резултат |
| ------ | ------------------------------- | ---------------- | -------- |
| 2014   | Favorite Villain (Любим злодей) | Violetta         | Печели   |